# Max Payne 2: The Fall of Max Payne
Max Payne 2: The Fall of Max Payne (in italiano Max Payne 2: La caduta di Max Payne) è un videogioco sparatutto in terza persona, seguito di Max Payne, sviluppato da Remedy Entertainment per Microsoft Windows, da Rockstar Vienna per Xbox e PlayStation 2 e pubblicato dalla Rockstar Games per PC ad ottobre 2003, e per PS2 e Xbox nel dicembre 2003. Il seguito Max Payne 3 è uscito in America il 15 maggio 2012 e il 18 maggio in Europa per Xbox 360 e PlayStation 3. La versione PC del videogioco è scaricabile a pagamento da Steam come anche Max Payne e Max Payne 3. La colonna sonora, come nel primo episodio, è stata curata dai musicisti Kärtsy Hatakka e da Kimmo Kajasto.

## Trama

Logo del gioco

La storia comincia due anni dopo il primo capitolo, con Max Payne che si ritrova all'ospedale. Comincia così un lungo flashback giocabile che mostra come si sia arrivati a questo punto; Max, dopo essere riuscito a sgominare i traffici di Nicole Horne e aver vendicato la morte della sua famiglia, venne arrestato per l'omicidio del suo amico poliziotto Alex Balder, in realtà ucciso per incastrarlo, e per la conseguente guerra personale scatenata contro la malavita, ma il ricco ed influente senatore Alfred Woden, d'accordo con Max e consapevole delle prove che il poliziotto aveva contro di lui, intervenne in suo favore e lo fece scarcerare come ricompensa per aver eliminato la Horne e avergli permesso di salire al vertice del Circolo Interno, la potente organizzazione segreta di cui era membro.
Ritornato al lavoro nella polizia di New York alla sezione Omicidi, Max si imbatte subito in una nuova organizzazione criminale, da lui ribattezzata "i Ripulitori" perché travestiti da addetti alle pulizie, comandata da un tale Kaufman. Max si ritrova poi coinvolto in una guerra fra bande che vede contrapporsi due sue vecchie conoscenze: il commerciante d'armi russo Vladimir Lem, a cui salva la vita, e il mafioso Vincent "Vinnie" Gognitti, che Max aveva lasciato morire dissanguato in un vicolo durante gli eventi del capitolo precedente e che dopo la morte del boss mafioso Angelo Puncinello si è creato una famiglia sua.
Durante la sua prima missione, al magazzino d'armi di Vladimir (ai tempi della droga Valchiria era una zona dominata da Puncinello e i suoi uomini), Max ha una sorpresa quando in un ascensore, in modo quasi analogo a come si erano lasciati, rincontra nuovamente Mona Sax, la donna sicario che credeva morta poiché prese una pallottola in piena fronte per salvare Max dagli uomini della Horne in uno scontro, ma il cui corpo sparì misteriosamente subito dopo. Max e Mona si ritrovano a lavorare fianco a fianco (ed in alcune occasioni il giocatore si ritrova anche a comandare direttamente la donna, specializzata nel ruolo di cecchino), e fra loro nasce una forte attrazione, anche fisica. Mona è ricercata per l'omicidio di un politico, il senatore Sebastian Gate, ed il caso viene affidato alla detective Valerie Winterson, agente di polizia che vive una forte rivalità lavorativa con Max. Il protagonista cerca sempre di coprire Mona, facendo finta di non conoscerla e di non averla mai incontrata, cosa che mette la sua posizione a serio rischio. Indagando, scopre anche grazie a Mona che i Ripulitori hanno il compito di uccidere chiunque sappia del Circolo Interno, e che il senatore Gate ne faceva parte.
Mona va poi a casa di Max, ma tentano di ucciderla e decide di scappare. Recatosi alla stazione di polizia spiega al commissario Jim Bravura cos'è successo, ovviamente non parlando della ragazza per non mettere nei guai lei e sé stesso, ed avuto l'indirizzo della casa di Mona, decide di andarci. Mona vive dentro un'attrazione da luna park abbandonata basata su una vecchia serie televisiva, e una volta trovata, insieme decidono di recarsi all'Upper East Side.
Mona e Max si recano in un edificio nel tentativo di salvare inutilmente il senatore Corcoran, un altro membro del Circolo Interno che viene ucciso dai Ripulitori. Il protagonista riesce ad eliminarli, compreso Kaufman, ma entrambi vengono braccati dalla polizia, lei viene arrestata e lui viene sospettato di favoreggiamento, in particolar modo dalla Winterson. Mona riferisce a Max che ci potrebbe essere un agente della polizia sul libro paga del Circolo Interno, ed infatti Max scopre che è l'agente Petersburg, ucciso poi dai Ripulitori. Max telefona allora a Woden dicendogli che quest'ultimo gli deve un favore, e terminata la telefonata la stazione di polizia viene attaccata dai Ripulitori, giunti per assassinare Mona che, nella confusione, riesce a scappare. Payne, una volta eliminati i delinquenti, incontra Vladimir all'uscita dalla stazione di polizia e il russo lo accompagna nel rifugio della Sax, dove giungono anche i Ripulitori con lo scopo di uccidere Payne e la Sax.
Eliminati anche questi, Max riesce a salire su un furgone della compagnia assicurativa Castling e riesce ad entrare al cantiere della compagnia, una delle coperture dei Ripulitori, e da lì scopre che diversi cadaveri degli uomini di Gognitti sono nell'edificio, interamente imbottito d'esplosivo. Nel frattempo anche Mona arriva al cantiere ma dal lato opposto a quello di Max. I due combattono contro i Ripulitori nel cantiere e nei cortili della struttura. Terminato lo scontro a fuoco, Max e Mona vengono sorpresi dalla Winterson, che tenta di uccidere la sua partner, ma Payne riesce a freddare la poliziotta all'istante. Questo gesto lo compromette nuovamente con la giustizia. La Winterson morente riesce a sparare a Max che cade dall'impalcatura e, una volta portato di urgenza in ospedale, si sveglia nel momento visto all'inizio del gioco e viene raggiunto all'obitorio da alcuni uomini con l'ordine di assassinarlo.
Scappato dall'ospedale, il protagonista segue il consiglio di Mona e va alla villa del senatore Woden. Lì Woden, inaspettatamente su una sedia a rotelle, spiega a Max che la guerra fra Vinnie Gognitti e Vladimir Lem è per il controllo del traffico illegale di armi, che Lem è stato per molti anni membro del Circolo Interno e ucciderà Gognitti, che i Ripulitori sono suoi uomini e che il russo sta cercando di uccidere Woden stesso, nonostante questi stia già morendo di cancro.
Max si dirige quindi verso il ristorante di Vlad, il Vodka Bomka (ormai ex Ragnaröck, il locale di Jack Lupino) dove trova solo i suoi scagnozzi. Uccisi tutti gli uomini nel ristorante, prende un altro furgone della Castling, di proprietà dei Ripulitori, e va nei quartieri bassi della città dove gli uomini di Gognitti stanno fronteggiando quelli di Vlad. Alcuni uomini di Gognitti vedendo il furgone dei Ripulitori gli sparano, Max perde il controllo e finisce per sfondare un garage; così per raggiungere la casa di Vinnie è costretto a percorrere due isolati a piedi attraversando case e strade, dove incontra e uccide sia gli uomini di Vlad che quelli di Gognitti. Ad un certo punto incontra tre uomini di Vinnie, che non conoscendo il volto di Max Payne credono che sia il rinforzo che Vinnie gli aveva promesso. Max sta al gioco e li aiuta, ma dopo che uccidono alcuni Ripulitori giunge un altro scagnozzo di Gognitti, che riconoscendolo rivela l'identità di Max e lo obbliga a difendersi. Uccisi gli ultimi uomini di Gognitti e poi ancora altri Ripulitori, Max incontra Vinnie Gognitti in persona intrappolato nel costume di un personaggio dei cartoni animati, Capitan Mazza da Baseball, imbottito di esplosivo. Per evitare che esploda, Max è costretto a scortare Gognitti e proteggerlo dai proiettili degli uomini di Vlad. I due riescono a fuggire e raggiungono la dimora di Mona (Gognitti però è contrario perché la considera infida come i russi), l'unica in grado di disinnescare la bomba.
Arrivati al rifugio di Mona, incontrano Vladimir Lem col telecomando della bomba in mano, e Max è costretto ad arrendersi. Gognitti viene lasciato al parco dei divertimenti perché la testa del costume è troppo grande per poter passare dalla porta, mentre Max viene tenuto sotto tiro da due Ripulitori, e qui Vlad gli rivela la verità; il russo, in principio amichevole e disponibile nei confronti di Max per via dell'aiuto reciproco in passato, è un criminale più crudele di quanto non sembrasse all'inizio. Vlad era difatti il vero comandante dei Ripulitori (Kaufman non era altro che un suo sottoposto), ingaggiati per eliminare chiunque ostacolasse il suo business, ed era davvero un membro del Circolo Interno. Lui e il senatore sono gli unici membri della setta ancora in vita e il russo è intenzionato ad uccidere Woden per averne il pieno controllo. Max scopre anche che il senatore, in principio visto positivamente per aver tutelato la sua reputazione nonostante il suo operato politico discutibile, è in realtà il diretto artefice del massacro della sua famiglia: Woden, per scaricarsi da tutte le responsabilità legate al Progetto Valhalla e per incriminare Nicole Horne, fece recapitare nel computer della moglie di Max i file con i dati inerenti al progetto e la Horne, per evitare che uscisse tutto allo scoperto, ordinò l'incursione a casa sua che scatenò gli eventi di due anni prima. Vlad racconta anche della relazione tra lui e la Winterson, scoprendo così che la detective era in contatto con la delinquenza e quindi era corrotta.
Dopo essersi dichiarato, Vlad uccide Gognitti facendolo saltare in aria con la bomba nel costume e spara a Max in testa, che però riesce miracolosamente a rimanere in vita sebbene il proiettile rischi di spostarsi ed ucciderlo da un momento all'altro. Mona, che poteva uccidere Vlad prima che questi uccidesse Gognitti, raggiunge Max ed entrambi fuggono e si recano alla villa di Woden, anche se Mona non vorrebbe che Max venisse con lei. Qui i due danno inizio ad un violento scontro a fuoco contro il commando del russo, che era già arrivato alla villa.
Improvvisamente Mona rivela a Max che era stata assoldata fin dall'inizio da Woden per uccidere sia lui che Vlad, dato che il senatore è intenzionato ad eliminare tutti coloro che sono a conoscenza del Circolo Interno. Tuttavia la donna non riesce a premere il grilletto perché innamorata di lui, ma subito dopo spunta Vlad alle sue spalle, che le spara. Woden allora esce dalla camera antipanico in cui si era rifugiato e prova a disarmare Lem, che però è più veloce di lui e lo uccide con due colpi in pancia. Parte della villa, imbottita di esplosivo, salta in aria e Max riesce a salvarsi chiudendosi proprio nella camera antipanico di Woden mentre Vlad si dilegua. Il poliziotto ne esce poco dopo e riesce infine dopo un inseguimento a raggiungere Vlad e, nell'ultimo, arduo scontro, cerca di sparare con precisione ai sostegni di una sorta di grosso lampadario sul quale si è rifugiato il criminale, dovendo allo stesso tempo scansare le numerose bombe molotov che gli tira contro. Alla fine, il lampadario crolla e Max riesce ad uccidere Vlad. Rimasto solo, l'uomo raggiunge Mona in fin di vita, che fa una considerazione ironica per poi spirare davanti a lui. Ormai giunto in una sorta di catarsi dopo la fine di tutto, Max si china sul corpo di Mona e la bacia sulle labbra, e poco dopo la villa viene circondata e invasa dalla polizia.

## Modalità di gioco
Le modalità di gioco della storia principale sono tre: 
• Detective - facile
• A fuoco lento - media
• Killer - difficile
Vi sono anche due modalità di gioco Arcade, Ultimo Respiro e Condannato a morte.
Completando la modalità Killer, la storia presenta un finale alternativo, dove Max, dopo aver sconfitto Vlad alla villa di Woden, si riunisce con Mona, la bacia e lei, in realtà solo incosciente, si risveglia mentre intorno a loro la polizia li circonda.

## Armi
Pistole
- 9 mm (Beretta 92FS)- singola o doppia
- Desert Eagle- singola o doppia

Fucili
- Fucile a pompa (Remington 870)
- Fucile a canne mozze
- Striker

Mitragliatrici
- MP5
- AK-47 Kalashnikov
- Carabina M4
- Ingram- singolo o doppio

Fucili di precisione
- Dragunov
- Fucile di precisione

Da lancio
- Granate
- Molotov

## Personaggi e doppiatori
- Max Payne (in tutti livelli tranne in quelli in cui il personaggio giocabile è Mona Sax): circa due anni dopo il caso Valchiria, Max ritorna nella polizia e si mette sulle tracce dei nuovi criminali in città, i "Ripulitori". Si allea poi con Mona Sax per indagare e scoprirà anche la verità sulla morte della sua famiglia.
- Mona Sax (solo nei livelli Distorsione neurale, Alla finestra, La regola del buco e in Un gioco a perdere): Donna astuta e intelligente, riappare nel primo capitolo della prima parte (Le porte dell'ascensore). È ricercata per l'omicidio di Sebastian Gate, uno dei membri del Circolo Interno, e si vuole vendicare per la morte della sorella Lisa, uccisa da Angelo Puncinello due anni prima, e ritrovando Max si innamorerà di lui. Morirà alla fine, uccisa da Vladimir Lem.
- Vladimir "Vlad" Lem: Vladimir è un gangster russo, alleato di Max e poi nemico principale del gioco. Compra il locale Ragnaröck per trasformarlo nel ristorante Vodka Bomka. Capo dei Ripulitori e membro del Circolo Interno.
- Vincent "Vinnie" Gognitti: È il capo di una banda di gangster costituita dopo la separazione dalla famiglia Puncinello, di cui era il braccio destro per Don Angelo, e nel capitolo Mio carissimo amico è intrappolato nel costume di Capitan Mazza da Baseball con una bomba addosso. Muore per mano di Vladimir Lem.
- Alfred Woden: Woden è membro del Circolo Interno, nemico del gioco. Woden spedì i fogli del progetto Valhalla al procuratore distrettuale, e quando lo vide Michelle, la moglie di Max, la Horne ordinò il suo assassinio. Woden chiese poi a Max quando si conobbero di uccidere la Horne, per non rimanere coinvolto. Muore alla fine ucciso da Vlad. È costretto su una sedia a rotelle dall'ultimo incontro con Max a causa di un cancro.
- Valerie Winterson: collega di Payne. È una poliziotta corrotta da Vladimir Lem, nonché sua fidanzata. Muore in un cantiere, dopo una sparatoria con Max.
- Jim Bravura: Capo della NYPD, a volte molto severo con Max. Gli sparano nel Prologo della parte 1, ma viene soccorso e nel tempo rimane in contatto con Max dopo aver lasciato la polizia, finché in Max Payne 3 si viene a sapere che è morto fra il 2011 e il 2012 a causa di un attacco di cuore.

### Doppiaggio
| Personaggio               | Doppiatore originale                                                                                 | Doppiatore italiano |
| ------------------------- | --- | --- |
| Max Payne                 | James McCaffrey                                                                                      | Giorgio Melazzi |
| Mona Sax                  | Wendy Hoopes                                                                                         | Donatella Fanfani |
| Vladimir "Vlad" Lem       | Jonathan Davis                                                                                       | Raffaele Fallica |
| Alfred Woden              | John Braden                                                                                          | Pietro Ubaldi |
| Valerie Winterson         | Jennifer Server                                                                                      | Silvana Fantini |
| Jim Bravura               | Vince Viverito                                                                                       | Marco Balzarotti |
| Vincent "Vinnie" Gognitti | Fred Berman                                                                                          | Luca Sandri |
| Voci aggiunte             | David O'Brien Ann Scobie Chris Durham Kevin Conroy Marge Redmond Gary Yudman Rodd Houston Kelle Kerr | Marco Balbi Marco Balzarotti Luca Bottale Lorella De Luca Raffaele Fallica Donatella Fanfani Silvana Fantini Leonardo Gajo Ciro Imparato Claudio Moneta Emanuela Pacotto Riccardo Rovatti Luca Sandri Pietro Ubaldi |

## Differenze rispetto aMax Payne
- Le armi corpo a corpo (mazza da baseball e tubo di piombo), sono state sostituite dalle armi a mano (granata, molotov e mischia, ovvero picchiare con l'arma).
- Il Jackhammer è stato sostituito dallo Striker, la Colt Commando dal MP5, la M79 dalla mischia (che si trova premendo 1), la Beretta cambia nome in Pistola 9 mm. Vi sono anche l'M4 Carabine e la AK47, due fucili d'assalto che sostituiscono gli esplosivi.
- Nel primo episodio, la Desert Eagle era singola: da ora diventa doppia.
- È stato aggiunto il Dragunov, fucile di precisione di Mona Sax.
- Gli incubi di Max sono tre: nel primo erano due.
- Il Bullet Time si ricarica solo uccidendo i nemici. Tuttavia vi è una differenza con il primo videogioco; se ci ritrova in una situazione intensa con molti nemici,man mano che si faranno uccisioni la clessidra diventa da bianca a gialla. Raggiunta la tonalità più intensa di giallo, Max sarà molto più veloce rispetto ai nemici. Inoltre, nel caso dovesse ricaricare l'arma, il Bullet Time non verrà interrotto automaticamente ma farà effettuare una ricarica ultra rapida per permettere a Max di sparare immediatamente.

## Remake
Il 6 aprile 2022 Remedy annuncia lo sviluppo di un remake del primo e del secondo capitolo della saga.

## Capitoli del gioco e ambientazioni
|         | 1ª parte: L'oscurità dentro                                  | 2ª parte: Una questione di scelta                           | 3ª parte: Il risveglio dal sogno americano                             |
| ------- | ------------------------------------------------------------ | ----------------------------------------------------------- | ---------------------------------------------------------------------- |
| Prologo | Prologo (ospedale)                                           | Prologo (Stazione di Polizia)                               | Prologo (2º incubo)                                                    |
| Cap. 1  | Le porte dell'ascensore (magazzino di Vlad)                  | Le cose che voglio (Casa stregata di Mona con i Ripulitori) | Duro a morire (ospedale)                                               |
| Cap. 2  | Un genio del crimine (ristorante di Vlad)                    | Via alle danze (Edificio abbandonato)                       | Rotta di collisione (ristorante di Vlad)                               |
| Cap. 3  | L'oscurità del mio cervello (1º incubo)                      | Sta per esplodere (Edificio abbandonato)                    | Una guerra tra bande (bassifondi)                                      |
| Cap. 4  | Non c'è nessun "Noi" (palazzo di Max)                        | Distorsione neurale (Cantiere nei panni di Mona)            | Mio carissimo amico (parcheggio auto usate di Vinnie)                  |
| Cap. 5  | Un segno del suo passaggio (palazzo di Max continuazione)    | Alla finestra (Cantiere nei panni di Mona)                  | Un gioco a perdere (Casa stregata di Mona in fiamme nei panni di Mona) |
| Cap. 6  | Una sequenza progressiva di spaventi (Casa stregata di Mona) | La regola del buco (Cantiere nei panni di Mona)             | Nessun lieto fine (3º incubo)                                          |
| Cap. 7  | Una domanda senza risposta (Palazzo dell'Upper East Side)    |                                                             | L'amore uccide (Villa di Woden)                                        |
| Cap. 8  |                                                              |                                                             | Un sentimento conosciuto (Villa di Woden)                              |

## Riferimenti al primoMax Payne
- Durante il gioco si possono trovare, molto più frequentemente che nel precedente episodio, delle TV accese, che trasmettono fiction o soap opera tra cui Dick Justice (storia di ambientazione anni 70 di un poliziotto che uccide criminali per vendetta, molto ispirata per certi versi alla trama del primo Max Payne), Milord & Mylady (una soap opera ispirata a Beautiful di ambientazione ottocentesca, già comparsa alla televisione nel primo Max Payne, il cui titolo era stato tradotto in Signori e dame), oppure Indirizzo Sconosciuto (storia di un folle perseguitato da incubi, anch'essa già comparsa in un televisore nel primo Max Payne, non doppiata in italiano, e la cui storia viene narrata anche attraverso la visita all'attrazione abbandonata dedicatagli, nel capitolo 6 della prima parte).
- Nel primo capitolo di Max Payne Capitan Mazza da Baseball era a una striscia a fumetti che Max aveva letto su un giornale che aveva trovato in un episodio mentre in Max Payne 2 è un cartone animato.
- Nel livello "Mio carissimo amico", Vinnie, una volta entrati nel suo appartamento, dice "[...] Frankie adorava questa roba." Frankie è ovviamente Frankie Mazza Niagara, colui che aveva picchiato Max ed era stato ucciso dallo stesso nell'hotel di Lupino.
- Il locale Ragnaröck di Jack Lupino è trasformato da Vlad nel moderno ristorante Vodka Bomka, conosciuto anche tramite le pubblicità del locale e di un liquore.
- Nel livello Una guerra fra bande, su un palo, vi è una targhetta con scritto "Roscoe Street", il nome della vera fermata della metropolitana di New York dove Max era sceso nel primo capitolo.
- Nell'appartamento di Max si possono ritrovare alcune foto già viste nella sua casa del New Jersey.
- Nel Prologo, nell'ospedale, ad un certo punto si possono trovare attaccati ad una parete alcuni disegni fatti da bambini che raccontano la storia del primo Max Payne.

## Easter egg
- Nell'attrazione di Indirizzo Sconosciuto, passando per dei bagni si trova scritto col sangue sul muro la parola "redrum" e sullo specchio di fronte si può leggere la parola "murder", che significa omicidio: nient'altro che il riflesso della parola "redrum" come accadeva in Shining.
- Nel capitolo 7 della parte 1, passando oltre un'impalcatura e camminando sopra un cornicione, è possibile trovare una stanza creata dagli sviluppatori in memoria del giovane Miika Forssell, un fan della serie o uno sviluppatore deceduto durante la realizzazione del secondo capitolo (in rete non ci sono informazioni certe su questo ragazzo).
- Nel prologo della parte 3 (Il risveglio dal sogno americano), mentre si esce dalla cella, c'è la scritta "MonA SaX" con delle lettere più grandi. Avvicinandoci si trova scritto M A X.
- Facendo avvicinare Max davanti ad un pianoforte e premendo il tasto E, verrà suonata la colonna sonora principale del gioco. Lo stesso easter egg era presente anche nel primo videogioco della serie ed è stato aggiunto anche in Max Payne 3.
- C'è un riferimento a Super Mario: nel livello "Non c'è nessun noi" ad un certo punto ci si ritroverà a camminare sui cornicioni del condominio di Max, dopo aver oltrepassato le suite. Su un muro si troverà una "M"; premendo infatti il tasto azione 3 volte (la E su PC), su alcuni cornicioni appariranno delle fiamme che si alzeranno e si abbasseranno.
- C'è un riferimento alla serie Grand Theft Auto, nel livello "Una domanda senza risposta". Una volta ucciso Kaufman e i suoi uomini, prima di scendere, se si torna indietro all'appartamento da cui si è entrati e si accende il televisore, apparirà una scena di uno dei primi GTA.